# Castianeira quechua
Castianeira quechua är en spindelart som beskrevs av Chamberlin 1916. Castianeira quechua ingår i släktet Castianeira och familjen flinkspindlar.
Artens utbredningsområde är Peru. Inga underarter finns listade.